# Metloboj kroz stoljeća

J. K. Rowling napisala je Metloboj kroz stoljeća da bi pomogla dobrotvornoj organizaciji Comic Relief. Prodajom ove knjige kao i Čudesnih zvijeri i gdje ih naći skupljeno je 15.7 milijuna funti za najsiromašniju djecu na svijetu.

## Knjiga
Ova knjiga u "bezjačkom" je svijetu reprodukcija imaginarne knjige koja pripada knjižnici u Hogwartsu. U svijetu Harry Pottera to je knjiga koju je napisao Kennilworthy Whisp, stručnjak za metloboj.
Knjiga se bavi nastankom leteće metle, poviješću metloboja i prvim igrama na metlama, ali donosi i popis metlobojskih klubova u Britaniji i Irskoj. Madame Pince, knjižničarka u Hogwartsu, tvrdi da tu knjigu "pipkaju, sline po njoj i općenito mrcvare na sve mile načine" gotovo svaki dan, a Albus Dumbledore kaže da je to veliki kompliment za svaku knjigu.
"Originalni" primjerak iz Hogwartsa ima upozorenje Madame Pince u kojem stoji da će one koji knjigu budu na bilo koji način uništavali dostići crni užas. U "bezjačkom" izdanju knjige postoji i Dumbledoreovo upozorenje u kojem piše da je knjiga pod "lopovskom kletvom" koja će zadesiti svakoga tko je predugo čita bez plaćanja.

## Kennilworthy Whisp
Kennilworthy Whisp priznati je stručnjak za metloboj, a ujedno i fanatik. Napisao je mnoge knjige o metloboju: Čudesni Wigtown Wanderers, Letio je kao luđak i Udaranje maljaca - Analiza obrambenih strategija u metloboju.
K. Whisp živi u Nottinghamshireu, a svoje vrijeme provodi ili kod kuće ili "gdjegod Wigtown Wanderers (njegov najdraži klub) igra tog tjedna". Njegovi hobiji uključuju igranje trik-traka, kuhanje vegeterijanskih jela i skupljanje trkaćih metli.

## Izdanja
Izdanje Algoritma
Meki uvez: ISBN 9532200002

## Ostalo
- Čudesne zvijeri i gdje ih pronaći
- Popis knjiga u Harryju Potteru